# 댄스 음악
댄스 음악, 댄스 뮤직(Dance music) 또는 무곡(舞曲)은 춤을 수반하는 음악이다.

## 개요
댄스 음악은 실제로 그런 춤의 특징을 살리면서 작곡되었지만 춤을 수반하지 않고 음악만이 연주되고 감상되는 일도 적지 않다. 춤곡의 특징은 우선 리듬이 분명해야 한다는 점이다. 이 리듬으로 어떠한 종류의 춤곡인가를 곧 알게 된다. 그리고 춤곡은 대체로 긴 것은 아니다. 이는 원래 사람이 춤을 추는 데 긴 시간이 요하는 것은 알맞지 않다는 데서 비롯되었다. 그런 뜻에서 춤곡은 형식적으로도 단순하며, 대부분은 2부형식 또는 3부형식, 때로는 변주곡 형식이든가 론도 형식으로 되어 있다. 이런 춤곡은 각지에서 예로부터 있었고, 또한 그 종류도 매우 많다.

## 유형
- 왈츠
- 발레
- 미뉴에트
- 폴카
- 칸타타
- 렌틀러
- 알르망드
- 에코세즈
- 폴로네즈
- 탱고
- 맘보

## 같이 보기
- 댄스 파티
- 일렉트로닉 댄스 뮤직